# Plaza de toros de Ávila
La plaza de toros de Ávila es una plaza de toros situada en la ciudad española de Ávila. Está catalogada como plaza de segunda categoría y su aforo es aproximadamente de 8500 personas.

## Historia
Antiguamente antes de la creación de la plaza de toros los festejos taurinos se celebraban en la plaza de la localidad cuando añadían carros para formar su plaza, su plaza de toros actual se inauguró el día 21 de julio de 1967, el cartel estaba compuesto por reses de Atanasio Fernández para los diestros Victoriano Valencia, Andrés Hernando y Manuel Benítez El Cordobés.
El 23 de julio de 2017 en homenaje al 50 aniversario de la plaza se realizó una corrida compuesta por las figuras del toreo Francisco Rivera Paquirri, Cayetano y López Simón lidiando un encierro de Juan Albarrán.
El 13 de octubre de 2019 se realiza un festival taurino benéfico con picadores en conmemoración con el regreso de los toros a la ciudad tras dos años sin festejos taurinos, el cartel lo componen Finito de Córdoba, Cayetano, Emilio de Justo, Ginés Marín y el novillero Daniel Barbero frente a los novillos de la ganadería de Salvador Domecq, tras la finalización del festejo se tentará una vaca para el becerrista local Daniel Rivas..

## Características
El ruedo posee un diámetro de 50 metros. Los materiales con los que fue construida la plaza son hormigón, ladrillo y hierro.